# Аэроживопись
Аэроживопись (итал. aeropittura) — художественное течение в итальянской живописи, заключительная часть «второй волны» футуризма.
В числе многочисленных художников, представлявших аэроживопись, можно назвать Джерардо Доттори, Тото, Альфредо Амбрози, Филиппо Томазо Маринетти, его жену Бенедетту Каппа, Туллио Крали, Энрико Прамполини, Джакомо Балла, Фортунато Деперо, Марио Сирони.

## История и особенности

Туллио Крали. Погружаясь в городское пространство. 1939

Аэроживопись возникла на поздней стадии футуризма, когда движение временно покинули такие мастера, как Балла и Деперо. Благодатной почвой для её возникновения стал широкий интерес в обществе к начавшемуся в начале 20-х годов XX столетия массовому использованию авиации, охватившему не только Италию. Большим поклонником авиации и пропагандистом воздушных полётов был Ф. Т. Маринетти, центральная фигура в итальянском футуризме. В 1929 году он, совместно с художниками-футуристами Доттори, Тато, Крали, Прамполини и некоторыми другими, издаёт в «Газетта дель Пополо» свой «Манифест аэроживописи» (Manifesto dell´Aeropittura).
Итальянскому футуризму были в течение всего его существования свойственны культ машин, скорости, ритма и динамики. Поэтому аэроживопись явилась естественным продолжением его художественных традиций 10-х — 20-х годов.
Необычные пространственные перспективы при полёте, его необыкновенная скорость побуждали к новым художественным решениям. Центральной темой большого числа работ был вид сверху на параболически изогнутую землю. Художники, занимавшиеся аэроживописью, пользовались теми же средствами изображения, что и мастера 20-х годов: сочные, иногда смешанные краски, кубическая или как бы «осколочная» композиция полотен. Со временем художники от простого «документирования» полёта переходят к изображению абстрагированного от всего окружающего, идеального парения в безграничном пространстве. В написанном в 1931 году Маринетти манифесте автор, говоря о лиризме аэроживописи, называет её «внеземной духовностью» изобразительного искусства.
Аэроживопись как художественное направление прекратила своё существование после смерти Маринетти в 1944 году и краха фашистского режима в Италии.